# پیچگینمیگیتگین
پیچگینمیگیتگین (انگلیسی: Pychgynmygytgyn) یک دریاچه در ناحیه خودگردان چوکوتکای کشور روسیه است.